# Plattiger Habach
Der Plattiger Habach ist ein 3207 m ü. A. hoher Berggipfel im Tauernhauptkamm in der Venedigergruppe an der Grenze zwischen Osttirol und Salzburg. Der Plattige Habach liegt versteckt, ist kaum eigenständig sowie wenig bekannt und wird daher selten begangen. Er wurde erstmals um 1868 durch Paul Grohmann und einen Hirten bestiegen.

## Lage
Der Plattige Habach liegt an der Grenze der Gemeinde Matrei in Osttirol in Osttirol sowie dem Bundesland Salzburg. Benachbarte Berge sind die Hohe Fürleg (3243 m) im Westen und der Schwarzkopf (2996 m) im Osten. Vom Schwarzkopf ist der Plattige Habach durch die Habachscharte getrennt. Der Plattige Habach selbst erhebt sich über dem Habachkees im Norden und dem Nördlichen Villtragenkees im Süden.

## Aufstiegsmöglichkeiten
Der Normalanstieg erfolgt in der Regel vom Venedigerhaus im Innergschlöß und führt über einen Steig ins Villtragental. Danach steigt man rechts hinauf zum Nördlichen Villtragenkees markiert bis unterhalb der Schwarzkogelscharte. Danach erfolgt der Anstieg über den Kees in einer Schleife nach links unterhalb des Grünen Habach in die Habachscharte. Danach kann man den Plattigen Habach entlang des Grates oder rechts vom Gipfel auf dem Gletscher erreichen. Beim Anstieg über diese Route sind 1500 Höhenmeter und eine Wegstrecke von acht Kilometer in einer Richtung zu überwinden. Vom Plattigen Habach ist die Hohe Fürleg fast flach zu erreichen.